# Esteban Lozada
Pour les articles homonymes, voir Lozada.
Pas d'image ? Cliquez ici

a Compétitions nationales et continentales officielles uniquement.

b Matchs officiels uniquement.
Dernière mise à jour le 27 avril 2020.
Esteban Lozada, né le 8 janvier 1982 à Ottignies-Louvain-la-Neuve (Belgique), est un joueur de rugby à XV argentin. Évoluant au poste de deuxième ligne, il joue en équipe d'Argentine. Après des debuts en Argentine, il évolue en France, à Toulon, puis à Édimbourg avant de rejoindre en 2012 le club d'Agen puis les London Wasps en 2013.

## Carrière

### En club
- 2001-2007 : CA San Isidro
- 2007-2010 : RC Toulon
- 2010-2012 : Édimbourg
- 2012-2013 : SU Agen
- 2013-2014 : London Wasps

### En équipe nationale
Il a honoré sa première cape internationale en équipe d'Argentine le 11 novembre 2006 contre l'équipe d'Angleterre.

## Palmarès

### En club
- Finaliste du Challenge européen : 2010
- Champion de France de Pro D2 : 2008
- Champion du Tournoi d'URBA (Unión de Rugby de Buenos Aires) avec le Club Atlético de San Isidro (2005)
- Champion du Tournoi Argentino de Rugby avec la Selección de Buenos Aires (2006 et 2007)

### En équipe nationale
- 22 sélections en équipe d'Argentine depuis 2006
- Sélections par année : 2 en 2006, 4 en 2007, 7 en 2008, 3 en 2009, 1 en 2010, 2 en 2012, 3 en 2013
- 3e du  Championnat du monde des moins de 21 ans avec la sélection de l´Argentine (2003)
- Vainqueur de la Coupe des nations avec "Argentine A" (2006)
- 3e de la Coupe du monde 2007